# Angolanisch-osttimoresische Beziehungen
Die angolanisch-osttimoresischen Beziehungen bestehen seit der portugiesischen Kolonialzeit beider Länder. Die Staaten Angola und Osttimor unterhalten freundschaftliche Beziehungen.

## Geschichte

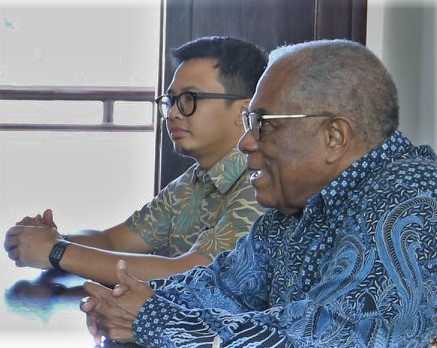
Fidelino Loy de Jesus Figueiredo, Angolas Botschafter in Osttimor ab 2011

Angola und Osttimor sind beides ehemalige Kolonien Portugals und Mitglieder der Gemeinschaft der Portugiesischsprachigen Länder (CPLP). In der portugiesischen Kolonialzeit wurden mehrmals angolanische Soldaten nach Timor gesendet, um Unruhen niederzuschlagen. Auch wurden Angolaner zum Exil in Portugiesisch-Timor verurteilt und dorthin verbannt. Im Gegenzug kamen die Anführer der Viqueque-Rebellion von 1959 nach ihrer Deportation nach Angola.
Während Angola am 11. November 1975 in die Unabhängigkeit entlassen wurde, rief die FRETILIN in Osttimor am 28. November 1975 zunächst einseitig die Unabhängigkeit aus. Angola gehörte zu den nur zwölf Staaten, die Osttimor als Staat anerkannten. Wenige Tage später begann Indonesien mit der offenen Invasion Osttimors und hielt das Land 24 Jahre lang besetzt. Neben Mosambik wurde auch Angola Ziel von Osttimoresen ins Exil. Der spätere Premierminister Marí Bin Amude Alkatiri und der Politiker João Viegas Carrascalão absolvierten bereits 1970 an der Angolanischen Schule für Geographie ein Studium als Landvermesser. Familiäre Beziehungen zu Angola hat der osttimoresische Politiker Manuel Azancot de Menezes. Angola unterstützte die osttimoresische Unabhängigkeitsbewegung diplomatisch, politisch und finanziell.
Erst 2002 wurde Osttimor nach drei Jahren UN-Verwaltung wieder in die Unabhängigkeit entlassen.
Angola und Osttimor arbeiten in erster Linie in den Bereichen Verteidigung, Sicherheit, Bildung, Gesundheit, Erdöl und Landwirtschaft, zumeist auf Ebene des Parlaments zusammen.

## Diplomatie
Angolas Botschaft in Singapur betreute zunächst Osttimor mit. Am 6. Mai 2025 eröffnete Angola als erstes afrikanisches Land in Osttimor eine eigene Botschaft.
Roque Rodrigues wurde offizieller Vertreter der FRETILIN in Maputo für Mosambik und Angola, ab Februar 1979 alleinig in Angola. 1984 wurde er von der Regierung Angolas als Botschafter Osttimors akkreditiert. Die angolanische Regierung und besonders der spätere Außenminister Paulo Teixeira Jorge unterstützten die Arbeit der osttimoresischen Botschaft. Das Amt hatte Rodrigues bis 1999 inne, als die Botschaft aus finanziellen Gründen geschlossen werden musste und Osttimor nach Abzug der Indonesier unter UN-Verwaltung kam. In der Folgezeit wurde Angola von Marina Ribeiro Alkatiri von Maputo aus mitbetreut. Erst nach 2012 wurde die neue Botschaft in Luanda eröffnet. Später übernahm erneut der osttimoresische Botschafter in Mosambik die Zweitakkreditierung für Angola. Im Juli 2024 wurde die Botschaft erneut eröffnet und im Juli 2025 der neue Botschafter für Luanda vereidigt.

## Einreisebestimmungen
Osttimoresen können ein eVisa für Angola erhalten.

## Wirtschaft
Für 2018 gibt das Statistische Amt Osttimors keine Handelsbeziehungen zwischen Angola und Osttimor an.